# بلفاع
بلفاع هي جماعة قروية في إقليم اشتوكة أيت باها بجهة سوس ماسة جنوب المغرب. وهي تضم 36.506 نسمة، حسب الإحصاء العام للسكان والسكنى لسنة 2014. يقع مركز الجماعة على الطريق الوطنية رقم 1 بين أكادير وتيزنيت. تحدها شمالاً جماعتي إنشادن وأيت عميرة، وشرقاً جماعة أيت ميلك، وغرباً جماعتي سيدي وساي وماسة.

## إحصاء 2024 – جماعة بلفاع
وفقًا لنتائج الإحصاء العام للسكان والسكنى لسنة 2024، بلغ عدد سكان جماعة بلفاع 36.506 نسمة، موزعين بين 18.876 من الذكور و17.630 من الإناث. وتُظهر المعطيات أن نسبة الشباب دون سن 15 سنة بلغت 28.8%، بينما شكلت الفئة العمرية بين 15 و59 سنة 60.7%، وبلغت نسبة السكان فوق سن 60 عامًا 10.5%.
في ما يخص الوضع العائلي، تبيّن أن 31.2% من السكان الذين تفوق أعمارهم 15 سنة غير متزوجين، بينما بلغت نسبة المتزوجين 61.4%، وبلغت نسبة المطلقين 2.2%، والأرامل 5.1%. ويُسجَّل أن متوسط سن الزواج الأول بلغ 28.3 سنة، بمتوسط 31.7 للذكور و24.5 للإناث، فيما قدر المؤشر التركيبي للخصوبة بـ2.17 طفل لكل امرأة.
أما من حيث التعليم، فقد بلغ معدل الأمية بين السكان الذين تفوق أعمارهم 10 سنوات حوالي 28.6%، مع تفاوت كبير بين الوسط الحضري (22.7%) والقروي (32%)، وبين الذكور (17.7%) والإناث (40.4%). وتبيّن أن 38.9% من السكان يقرؤون ويكتبون بالعربية فقط، بينما يقرأ ويكتب 36.8% بالعربية والفرنسية، و15.6% يقرؤون بالعربية والفرنسية والإنجليزية.
بلغت نسبة التمدرس بين الأطفال المتراوحة أعمارهم بين 6 و11 سنة حوالي 96.8%. وتُظهر البيانات أن 36.2% من السكان لا يتوفرون على أي مستوى تعليمي، و6.3% فقط بلغوا التعليم العالي.
أما من حيث اللغة الأم، فتُظهر المعطيات أن الأغلبية الساحقة من السكان (82.9%) يتحدثون الأمازيغية كلغة أولى، مقابل 15.7% فقط يتحدثون العربية.
في المجال الاقتصادي، بلغت نسبة السكان النشيطين اقتصاديًا من 15 سنة فما فوق 46%، مع تباين كبير بين الذكور (74.3%) والإناث (15.7%). وبلغ معدل البطالة 13.3%، مرتفعًا بين النساء (17.3%) مقارنة بالرجال (12.5%). ويشتغل 80.7% من السكان النشيطين كأجراء، و14.7% كمستقلين، و2% كمشغلين.
أما بخصوص ظروف السكن، فقد بلغ عدد الأسر 9.935 أسرة، بمعدل 3.7 أفراد في كل أسرة. وتسكن النسبة الأكبر من الأسر في "دور مغربية" (81.7%)، بينما يمثل السكن القروي 11.8% من المساكن. وتصل نسبة التزود بالكهرباء إلى 98.5%، والماء الصالح للشرب إلى 97%.
ووفق المؤشر المتعدد الأبعاد للفقر (IPM)، فإن نسبة الفقر بلغت 4.4%، ونسبة الهشاشة 3.7%. ويُعزى الفقر بشكل أساسي إلى ضعف الولوج إلى التعليم (56.8%) والصحة (39.7%).
وفي ما يخص النشاط الاقتصادي، تم إحصاء 1.333 مؤسسة اقتصادية داخل تراب الجماعة، منها 1.125 مؤسسة تهدف إلى الربح، وتشتغل في مجالات التجارة (630 مؤسسة)، والخدمات (289)، والصناعة (184). ومن بين هذه المؤسسات، 77.9% تشغل شخصًا واحدًا فقط، بينما لا توجد أي مؤسسة تشغل 50 عاملًا أو أكثر. كما أن نصف هذه المؤسسات تقريبًا تم إنشاؤها بعد سنة 2020، ما يدل على دينامية اقتصادية حديثة وناشئة داخل الجماعة.

## دواوير الجماعة
- أحد أيت بلفاع
- دوار الجديد
- دوار السطايح
- دوار إمجاض
- دوار توفارس
- دوار تقصبيت
- دوار اشغرغيد
- دوار تدوارت
- دوار إسحنان
- دوار ايت صالح
- دوار ايت بوعامر
- دوار ايت بلا
- دوار ادوز
- دوار امركس
- دوار ايت احمد
- دوار ايت هراد
- دوار الزنيبي
- دوار القسبات
- دوار ايت علي
- دوار بويرك
- دوار الحندق
- دوار اخريب

## التعليم
قائمة المؤسسات التعليمية في بلفاع:

### التعليم الإبتدائي
- مجموعة مدارس المستقبل
- مجموعة مدارس ابن عباد
- مجموعة مدارس تين علي أوعدي
- مجموعة مدارس امينتكانت
- مجموعة مدارس امجاض
- مجموعة مدارس تقصبيت
- مدرسة عبد المالك السعدي
- مدرسة ابن بطوطة

### التعليم الإعدادي
- إعدادية بلفاع

### التعليم الثانوي
- ثانوية النخيل
- ثانوية ابن زهر

### التعليم الخصوصي
- مؤسسة أجيال اشتوكة
- مؤسسة بوجميع

### المدارس العتيقة
تتميز جماعة بلفاع بوجود بعض المدارس العتيقة في اوخريب وعكربان وسيدي ايدر وهي مؤسسات تقوم بأدوار جد إيجابية في التاطير والتلقين القرآني وتدريس مختلف المواد ذات الصلة بالشأن الديني.

## النقل والطرق
لم تتعامل الجماعة القروية لبلفاع مع شبكة الطرق باعتبارها مطلبا تكميليا أو ثانويا بل كانت الطرق ولا تزال عاملا من عوامل فك العزلة على مختلف المناطق التابعة لنفوذ تراب الجماعة وخلق تواصل أكبر من شأنه تحقيق الدفعة الاقتصادية المرغوبة وعلى هذا الأساس تحركت الجماعة في إطار العديد من القنوات، حيث تم انجاز مشروع بناء الربط الطرقي بين سبت ايت ميلك والطريق الوطنية رقم 1 عبر الطريق الإقليمية 1016 وذلك بتشارك مع جماعة ايت ميلك ومديرية التجهيز لاشتوكة انزكان. إضافة إلى الطريق الرابطة بين بلفاع وايت ميلك عبر تين الشاوي والتي تصل مساحتها  إلى 5 كلم كما ساهمت الجماعة في إطار الشراكة مع فعاليات المجتمع المدني بقسط كبير لانجاز أشغال إصلاح مجموعة من المسالك بالعديد من الدواوير والمداشر كايت سعيد، ايت بوعامر، تقسبيت ،اسحنان وغيرها.
  ولن يكون حديثنا عن الطرق داخل النفوذ الترابي للجماعة مكتملا دون التطرق لمشروعين رائدين على مستوى الإقليم تم تخصيصهما لبناء الطرق وتعبيدها داخل الجماعة سواء في شطرها الأول أو الثاني كلفتا ميزانية الجماعة إمكانيات مالية باهضة ومكنتا بالتالي من تحقيق الإضافة النوعية المطلوبة التي انعكست بشكل ايجابي وملموس على الساكنة المحلية علما أن المكتب و اللجن المختصة بصدد صياغة ملف جديد يضم الشطر الثالث من الطرق الجماعية .

## الصحة
من الناحية الصحية، تتوفر جماعة بلفاع على مركز صحي حضري من المستوى الأول، يقدم خدمات أساسية للسكان، خاصة المتعلقة بالتلقيح وتتبع الحمل وبعض الإسعافات الأولية. غير أن ضعف التجهيزات، وقلة الموارد البشرية، وخاصة الأطباء العامين والممرضين، يمثل تحديًا مستمرًا أمام تلبية حاجيات ساكنة تفوق 36 ألف نسمة.
ويُسجل في الجماعة معدل انتشار الإعاقة بنسبة 3.8%، مع ارتفاع طفيف في الوسط القروي (4%) مقارنة بالوسط الحضري (3.4%). كما يواجه السكان صعوبات في الولوج إلى خدمات صحية متقدمة، حيث يتم غالبًا تحويل الحالات المعقدة إلى مستشفيات مدينة بيوكرى أو أكادير.
ويُعد نقص التغطية الصحية ومحدودية البرامج التوعوية أبرز التحديات التي تواجهها الجماعة في المجال الصحي، خصوصًا في ظل ارتفاع نسبة السكان القرويين، ووجود مؤشرات على هشاشة اجتماعية وصحية تشمل نسبة من الأسر، كما تدل على ذلك معطيات الفقر متعدد الأبعاد لسنة 2024.

## الرياضة والثقافة
تشهد جماعة بلفاع نشاطًا متنوعًا في المجالين الرياضي والثقافي، رغم محدودية البنية التحتية المخصصة لهما. على المستوى الرياضي، تنتشر ممارسة كرة القدم بشكل خاص، إذ تُعتبر اللعبة الأكثر شعبية بين الشباب، وتتوفر الجماعة على ملعب معشوشب واحد، كما تعرف بعض الجمعيات الرياضية المحلية مشاركة في المنافسات الجهوية والأحياء، مع حضور محدود لألعاب القوى وبعض الرياضات الفردية.
في المجال الثقافي، تنشط عدة جمعيات مجتمع مدني في تنظيم أنشطة تربوية وترفيهية موجهة للأطفال واليافعين، وتساهم في إحياء المناسبات الوطنية والدينية. كما تحتضن الجماعة عددًا من دور الشباب ومراكز التربية والتكوين، وإن بشكل محدود من حيث التجهيز والموارد البشرية. وتُشكل الثقافة الأمازيغية عنصرًا هوياتيًا قويًا في الممارسات الثقافية والفنية، إذ تُنظم بعض التظاهرات والمهرجانات المحلية التي تحتفي بالتراث الشفوي والفني للمنطقة، خصوصًا في المواسم السنوية والأسواق التقليدية.
- سيدي بيبي
- إنشادن
- ماسة

## وصلات خارجية
- الصفحة الرسمية لجماعة بلفاع في فايسبوك